# A Trick of the Tail
| Recensione | Giudizio |
| ---------- | -------- |
| AllMusic   |          |

A Trick of the Tail è il settimo album in studio del gruppo musicale britannico Genesis, pubblicato il 13 febbraio 1976 dalla Charisma Records.

## Storia
Dopo aver assolto all'impegno del lungo tour di The Lamb Lies Down on Broadway, Peter Gabriel nel 1975 lascia definitivamente i Genesis come aveva già preannunciato loro diversi mesi prima. Nell'estate del 1975, il batterista Phil Collins ed il bassista/chitarrista Mike Rutherford partecipano entrambi alla realizzazione del primo album solista di Steve Hackett, Voyage of the Acolyte, che uscirà nell'ottobre seguente. Mentre Hackett è ancora impegnato nei missaggi del suo lavoro, Collins, Rutherford ed il tastierista Tony Banks incominciano a pianificare il futuro della band senza Gabriel.
Phil Collins ha raccontato poi di aver proposto in un primo tempo l'idea, subito bocciata dagli altri, di produrre un album interamente strumentale. Dapprima in tre e poi anche con Hackett, i Genesis iniziarono quindi a lavorare su nuovo materiale con l'intenzione di risolvere il problema della voce una volta che le parti vocali fossero state definite. Il batterista, che già aveva cantato come solista su due brani del gruppo (For Absent Friends da Nursery Cryme e More Fool Me da Selling England by the Pound) e da sempre integrava le parti vocali di Gabriel anche dal vivo, si occupò di incidere le voci guida per i cantanti da provinare. Poiché nessuno degli aspiranti pareva soddisfare le esigenze della band, Collins chiese di provare davvero a ricoprire il ruolo di cantante. Nonostante qualche iniziale perplessità, soprattutto di Banks, riguardo allo spessore del timbro vocale, il batterista finì per superare la prova anche in brani vocalmente più insidiosi come Squonk e Mad Man Moon.
La stampa specializzata apprese la notizia dell'uscita di Peter Gabriel dal gruppo quando l'album era già quasi completato, i problemi di formazione – almeno in studio – relativamente risolti, e la fiducia all'interno del gruppo ristabilita dopo l'abbandono del cantante. Nonostante le iniziali ed inevitabili speculazioni sul futuro stesso della band, destinata secondo la stampa ad un declino inesorabile una volta privata del suo front-man, sia la critica che il pubblico restarono favorevolmente sorpresi dal disco, che ottenne buone recensioni e arrivò a piazzarsi al terzo posto nelle classifiche britanniche, al quarto in Italia e Nuova Zelanda, al settimo nei Paesi Bassi e al trentunesimo in quelle statunitensi, posizione mai raggiunta dai Genesis fino ad allora.

## Brani
Dal punto di vista musicale, A Trick of the Tail affianca i serrati momenti strumentali d'insieme da sempre cari alla band, qui venati a tratti di influenze fusion più marcate che in passato (principalmente grazie alla ritmica di Phil Collins, all'epoca fan di gruppi come Weather Report) a composizioni  più semplici e lineari (Entangled, Squonk, Ripples) con enfasi su melodia e armonia, e un ritorno al suono delle chitarre acustiche (soprattutto a 12 corde), quasi totalmente assenti nel precedente The Lamb Lies Down on Broadway.
Per la prima volta nella carriera dei Genesis, i brani sono qui accreditati agli effettivi singoli autori anziché all'intero gruppo. Ciò fa risaltare il contributo di Tony Banks che figura, da solo o come coautore, in tutte le canzoni. Interamente sue sono Mad Man Moon e l'omonima A Trick of the Tail, quest'ultima estratta come primo singolo dell'album.
I testi dei brani riprendono lo stile narrativo/fiabesco del passato, ispirandosi talvolta ad autori letterari come Carlos Castaneda (Dance on a Volcano) o William T. Cox (Squonk); non mancano le storie di fantasia come l'avventura semiseria del rapinatore solitario in Robbery, Assault & Battery o la strana creatura con coda e corna protagonista di A Trick of the Tail. Da questi ultimi due brani furono tratti i primi videoclip realizzati dai Genesis: il primo con Collins nella parte del rapinatore e gli altri tre Genesis in quella dei poliziotti che lo inseguono, il secondo che ritrae il gruppo riunito attorno a un pianoforte verticale, al quale siede Banks e dentro il quale, grazie alla tecnica del chroma key, viene fatto passeggiare un Phil Collins in miniatura. Anche dal lungo brano Ripples fu tratto un promo che ritrae semplicemente Collins che canta accompagnato dagli altri tre Genesis.
Il brano di chiusura Los Endos è, per ammissione degli autori, una sorta di omaggio allo stile di Carlos Santana, da cui il titolo in finto spagnolo (storpiatura di the end): esso riprende nella seconda parte temi da Dance on a Volcano e Squonk. Quasi interamente strumentale, contiene in coda la voce di Collins che cita due versi non consecutivi dal brano Supper's Ready del 1972: There's an angel standing in the sun / free to get back home.

## Copertina
La confezione grafica dell'album fu affidata all'artista free lance Colin Elgie, all'epoca collaboratore del noto studio Hipgnosis, che avrebbe poi realizzato anche il dipinto di copertina per il successivo Wind & Wuthering. Il disegno di copertina, dallo stile grafico patinato e rétro che ben si sposa con la poetica del Genesis del periodo, raffigura tutti assieme i vari personaggi ispirati ai testi dell'album; ciascun personaggio, all'interno della copertina apribile, compare anche di fianco al testo della canzone cui è relativo. Nella busta interna compaiono gli stessi personaggi di nuovo assieme, ma in un momento temporalmente successivo a quello raffigurato all'esterno.

## Tracce
Lato A
1. Dance on a Volcano – 5:54 (Mike Rutherford, Tony Banks, Steve Hackett, Phil Collins)
2. Entangled – 6:27 (Steve Hackett, Tony Banks)
3. Squonk – 6:27 (Mike Rutherford, Tony Banks)
4. Mad Man Moon – 7:34 (Tony Banks)

Lato B
1. Robbery, Assault and Battery – 6:16 (Tony Banks, Phil Collins)
2. Ripples – 8:04 (Mike Rutherford, Tony Banks)
3. A Trick of the Tail – 4:35 (Tony Banks)
4. Los Endos – 5:47 (Phil Collins, Steve Hackett, Mike Rutherford, Tony Banks)

## Formazione
- Phil Collins – batteria, percussioni, voce, cori
- Steve Hackett – chitarra elettrica, chitarra a 12 corde
- Mike Rutherford – chitarra a 12 corde, basso, bass pedals
- Tony Banks – pianoforte, sintetizzatore, organo, mellotron, chitarra a 12 corde, cori

## Classifiche
| Classifica (1976-2021) | Posizione massima |
| ---------------------- | ----------------- |
| Canada                 | 8                 |
| Germania               | 43                |
| Grecia                 | 33                |
| Italia                 | 4                 |
| Nuova Zelanda          | 4                 |
| Paesi Bassi            | 7                 |
| Regno Unito            | 3                 |
| Stati Uniti            | 31                |
| Svezia                 | 17                |
| Svizzera               | 8                 |